# Pseudosmittia conjuncta
Pseudosmittia conjuncta är en tvåvingeart som först beskrevs av Edwards 1929.  Pseudosmittia conjuncta ingår i släktet Pseudosmittia och familjen fjädermyggor. Inga underarter finns listade i Catalogue of Life.